# Álvaro Iranzo Gutiérrez
Álvaro Iranzo Gutiérrez (San Sebastián, 19 de agosto de 1955) es un diplomático español. Embajador de España en la República Árabe de Egipto (desde 2022).

## Biografía
Es hermano de Silvia Iranzo, Técnica Comercial y Economista del Estado. Tras licenciarse en Derecho, ingresó en la Carrera Diplomática (1981). Ha estado destinado en las representaciones diplomáticas españolas en: Gabón, Mozambique y Argelia. En 1992 fue nombrado Subdirector General de África del Norte.
Ha sido Embajador de España en la República de Angola (1997-2001); Embajador de España en Malasia y Brunéi (2001-2004).
Posteriormente fue Director General de Política Exterior para el Mediterráneo, Oriente Próximo y África (mayo de 2004-julio de 2008); Director General de Política Exterior para el Mediterráneo, Magreb y Oriente Próximo (mayo-julio de 2008); Embajador de España en el Estado de Israel (julio 2008-junio 2012); Cónsul General de España en Sídney (agosto de 2013-abril de 2017), Embajador de España en el Reino de Arabia Saudita (2017-2021); Embajador en Misión Especial para la Cumbre de la OTAN (2021-2022); y embajador de España en Egipto (desde agosto de 2022).